# Tchadorhynchus quentini
Tchadorhynchus, rod parazitskih crva bodljikavih glava, porodica Oligacanthorhynchidae, razred Archiacanthocephala. Obuhvaća samo jednu vrstu, Tchadorhynchus quentini (Troncy, 1970).